# Радиационно-индуцированные фокусы
Радиационно-индуцированные фокусы (ionizing radiation induced foci — IRIF) — субъядерные участки, образующиеся после облучения в местах повреждений ДНК или рядом с ними и состоящие из белков репарации двунитевых разрывов ДНК.
По времени образования выделяют ранние и поздние IRIF.

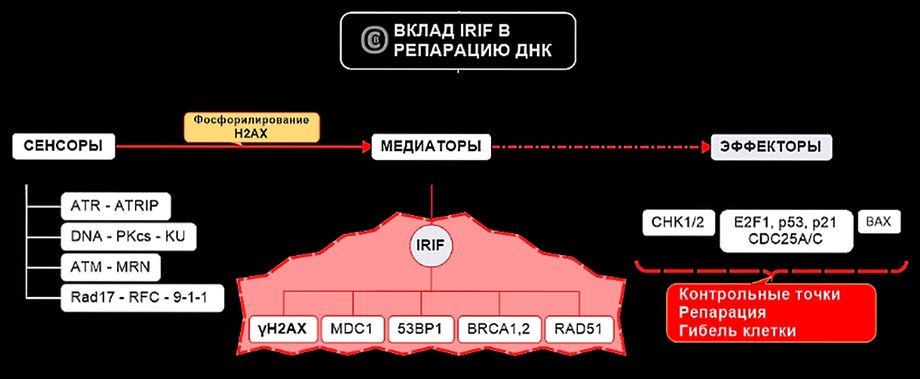
Роль IRIF в репарации ДНК.
Последовательность событий после повреждения ДНК:1-Узнавание повреждений (сенсоры), 2- Активация сигнальных систем (медиаторы), 3- Формирование клеточных эффектов (эффекторы).

Одним из наиболее ранних (несколько минут) событий репарации ДНК является фосфорилирование белка, называемого гистоном H2AX. Это вариант гистона H2A, являющийся компонентом ко́ровой (от англ. core — сердцевина), структуры нуклеосом, вокруг которых обернута ДНК.
Фосфорилированный белок, который обозначается как γH2AX , необходим для привлечения к участию в репарации многих других белков с последующим образованием IRIF.
Фосфорилирование H2AX происходит с участием киназ, являющихся сенсорами двунитевых разрывов ДНК (комплексы ATM-MRN, DNA-PKcs-KU и ATR-ATRIP).
Предполагают, что каждая ядерная гранула представляет собой начальный участок репарации, откуда подаются сигналы остальным эффекторам, принимающим в ней участие.
В последнее время γH2AX и другие IRIF стали использовать как биомаркеры в радиотерапии, диагностике и биодозиметрии.